# 斯凯利基 (哈尔科夫州)
49°41′5″N 35°30′20″E / 49.68472°N 35.50556°E
斯凯利基（烏克蘭語：Скельки）是位於烏克蘭東部的村莊，由哈爾科夫州博霍杜希夫區的瓦爾基市鎮負責管轄。該村始建於1850年，面積1.12平方公里，海拔高度139米，2001年人口10，人口密度每平方公里8.9人。